# Abitur in Thüringen
Das Abitur in Thüringen ist über verschiedene Schulformen zu erreichen, die eine gymnasiale Oberstufe anbieten und zur Abiturprüfung führen. Die Bestimmungen orientieren sich an der KMK-Vereinbarung über die gymnasiale Oberstufe in der Fassung von 2021.

## Einführungs- und Qualifikationsphase

### Gymnasium und Gesamtschule
Wer in Thüringen in die Klassenstufe 10 des Gymnasiums versetzt wird, nimmt an der Einführungsphase der Gymnasialen Oberstufe in Thüringen teil. Man kann auch von der Regelschule mit Realschulabschluss und Aufnahmeprüfung oder durch Einhaltung der verlangten Notenvoraussetzungen nach der 10. Klassenstufe auf ein Gymnasium wechseln. Die Einführungsphase ist in diesem Fall in der Klasse 10, oder, wenn sie zustande kommt, die Klasse 11S.
In der gymnasialen Oberstufe der Gesamtschule gelten dieselben Regeln wie am Gymnasium. In der Integrierten Gesamtschule kann direkt nach dem Realschulabschluss die gymnasiale Oberstufe mit den Jahrgangsstufen 11 bis 13 beginnen. In der kooperativen Gesamtschule werden die Klassen je nach angestrebtem Abschluss gebildet. Hier gelten als gymnasiale Oberstufe die Jahrgangsstufen 10 bis 12.
Nach der Einführungsphase folgt die Qualifikationsphase im Kurssystem, mit den Kurshalbjahren (Semestern) 11/I, 11/II, 12/I und 12/II.

### Kolleg
Dieser Weg zum Abitur steht allen offen, die mindestens 19 Jahre alt sind und entweder einen Realschulabschluss oder vergleichbaren Schulabschluss haben. Zusätzlich wird eine abgeschlossene Berufsausbildung oder mindestens drei Jahre zusammenhängende berufliche Tätigkeit verlangt. Die Ausbildung umfasst drei Jahre im Vollzeitunterricht. Die Einführungsphase entspricht in etwa der 11s an einer Gesamtschule und bereitet auf das Kurssystem vor. Dies ist im Wesentlichen identisch mit dem Gymnasium, dauert allerdings 3 Jahre. In Thüringen gibt es das Thüringenkolleg Weimar, bis 2021 bestand das Ilmenau-Kolleg.

## Unterricht und Prüfung in der Gymnasialen Oberstufe
Die Unterrichtsfächer sind drei Aufgabenfeldern zugeordnet.
| Aufgabenfeld                                 | Unterrichtsfächer                                                               |
| -------------------------------------------- | ------------------------------------------------------------------------------- |
| Sprachlich-literarisch-künstlerisch          | Deutsch, Fremdsprachen, Musik, Kunsterziehung, Darstellen und Gestalten         |
| Gesellschaftswissenschaftlich                | Geschichte, Geografie, Wirtschaft und Recht, Sozialkunde, Religionslehre, Ethik |
| Mathematisch-naturwissenschaftlich-technisch | Mathematik, Biologie, Chemie, Physik, Informatik, Astronomie                    |
| ohne Zuordnung                               | Sport, Seminarfacharbeit                                                        |

Es gibt zwei Kernfächer Deutsch und Mathematik. Davon sind eins (fünfstündig) sowie drei Fächer mit erhöhtem Anforderungsniveau mit je vier Wochenstunden zu belegen.
Diese sind eine fortgeführte Fremdsprache, Naturwissenschaft (Biologie, Physik oder Chemie) sowie eine der folgenden Gesellschaftswissenschaften: Geschichte, Geographie, Sozialkunde oder Wirtschaft/Recht.
Daneben sind sechs Fächer mit grundlegendem Anforderungsniveau zu wählen, die je zwei (Naturwissenschaften & Gesellschaftswissenschaften) oder drei Stunden (Fremdsprachen) pro Woche unterrichtet werden: das andere Kernfach (dreistündig), eine zweite Fremdsprache, eine weitere Naturwissenschaft (Chemie, Physik, Biologie, Informatik), Geschichte, falls nicht bereits belegt, eine zweite Gesellschaftswissenschaft (Geografie, Sozialkunde oder Wirtschaft), falls nicht bereits belegt, Musik oder Kunst, Ethik oder Religion sowie Sport. Neu beginnende Fremdsprachen müssen vierstündig unterrichtet werden.
Kein Fach kann sowohl mit erhöhtem als auch mit grundlegendem Anforderungsniveau belegt werden. Das 11. Fach ist das Seminarfach. Es besteht die Möglichkeit, ein 12. Fach freiwillig zu belegen.
Im Seminarfach sollen die Schüler vertiefend zu selbstständigem Lernen und wissenschaftlichem Arbeiten geführt werden, ihre Arbeitsergebnisse angemessen präsentieren und verteidigen. Problembezogenes Denken soll initiiert und geschult sowie Sozialformen des Lernens trainiert werden, die sowohl Selbstständigkeit als auch Kommunikations- und Teamfähigkeit verlangen und die Schüler veranlassen, über ihre Stellung in der Arbeitsgruppe zu reflektieren.
Das vom Schüler selbstgewählte Seminarfachthema muss mindestens zwei Aufgabenfelder abdecken. Nach Fertigstellung der Seminarfacharbeit mit Abgabetermin in der 12/I, findet das Kolloquium statt, in dem die Seminarfachgruppe ihre Arbeit verteidigt.
Die Gesamtnote des Seminarfachs setzt sich zusammen aus 20 % des Erstellungsprozesses (es muss ein Berichtsheft geführt werden), 30 % der Seminarfacharbeitsnote selbst und 50 % aus dem Kolloquium. Ein Schüler wird bei einer Seminarfachleistung von 0 Punkten nicht zum Abitur zugelassen.

### Punktesystem
Ab der Qualifikationsphase wird das Punktesystem mit der Skala von 0 (Note 6) bis 15 (Note 1+) eingeführt.
| Punkte | Note in Worten      | Note (mit Tendenz) | Rohpunkte | Notendefinition | Bemerkung |
| ------ | ------------------- | ------------------ | --------- | --- | --- |
| 15     | sehr gut            | 1+                 | 95 %      | Die Leistungen entsprechen den Anforderungen in besonderem Maße. | |
| 14     | sehr gut            | 10                 | 90 %      | Die Leistungen entsprechen den Anforderungen in besonderem Maße. | |
| 13     | sehr gut            | 1−                 | 85 %      | Die Leistungen entsprechen den Anforderungen in besonderem Maße. | |
| 12     | gut                 | 2+                 | 80 %      | Die Leistungen entsprechen den Anforderungen voll. | |
| 11     | gut                 | 20                 | 75 %      | Die Leistungen entsprechen den Anforderungen voll. | |
| 10     | gut                 | 2−                 | 70 %      | Die Leistungen entsprechen den Anforderungen voll. | |
| 9      | befriedigend        | 3+                 | 65 %      | Die Leistungen entsprechen den Anforderungen im Allgemeinen. | |
| 8      | befriedigend        | 30                 | 60 %      | Die Leistungen entsprechen den Anforderungen im Allgemeinen. | |
| 7      | befriedigend        | 3−                 | 55 %      | Die Leistungen entsprechen den Anforderungen im Allgemeinen. | |
| 6      | ausreichend         | 4+                 | 50 %      | Die Leistungen weisen zwar Mängel auf, entsprechen aber im Ganzen noch den Anforderungen.                                                                                                | |
| 5      | ausreichend         | 40                 | 45 %      | Die Leistungen weisen zwar Mängel auf, entsprechen aber im Ganzen noch den Anforderungen.                                                                                                | |
| 4      | schwach ausreichend | 4−                 | 40 %      | Die Leistungen weisen Mängel auf und entsprechen den Anforderungen nur noch mit Einschränkungen.                                                                                         | defizitärer Bereich |
| 3      | mangelhaft          | 5+                 | 33 %      | Die Leistungen entsprechen den Anforderungen nicht, lassen jedoch erkennen, dass die notwendigen Grundkenntnisse vorhanden sind und die Mängel in absehbarer Zeit behoben werden können. | defizitärer Bereich |
| 2      | mangelhaft          | 50                 | 27 %      | Die Leistungen entsprechen den Anforderungen nicht, lassen jedoch erkennen, dass die notwendigen Grundkenntnisse vorhanden sind und die Mängel in absehbarer Zeit behoben werden können. | defizitärer Bereich |
| 1      | mangelhaft          | 5−                 | 20 %      | Die Leistungen entsprechen den Anforderungen nicht, lassen jedoch erkennen, dass die notwendigen Grundkenntnisse vorhanden sind und die Mängel in absehbarer Zeit behoben werden können. | defizitärer Bereich |
| 0      | ungenügend          | 60                 | 0 %       | Die Leistungen entsprechen den Anforderungen nicht und selbst die Grundkenntnisse sind so lückenhaft, dass die Mängel in absehbarer Zeit nicht behoben werden können.                    | Wird ein einziges Prüfungsfach mit null Notenpunkten bewertet, gilt der gesamte Prüfungsteil bereits als nicht bestanden. |

Quelle: 

### Leistungsnachweise und Abiturprüfung
Die Entscheidung, ob in jedem Fach eine, oder ob in jedem Fach mit erhöhtem Anforderungsniveau zwei und in den Fächern mit grundlegenden Anforderungsniveau dagegen keine Kursarbeit pro Halbjahr geschrieben wird, trifft die Schulleitung.
Die restlichen Leistungsnachweise sind unterschiedlicher Art, wobei aber mindestens ein mündlicher bzw. praktischer Leistungsnachweis erfolgen muss. Die Note einer Kursarbeit gewichtet genau ein Drittel so viel wie die Gesamtnote der restlichen Leistungsnachweise.
In den Fächern mit grundlegendem Anforderungsniveau wird in den Kurshalbjahren 11/I, 11/II, 12/I und 12/II jeweils eine Kursarbeit geschrieben. Diese bildet ein Drittel oder die Hälfte der Zeugnisnote. Die endgültige Wahl, zu welchem Prozentsatz eine Kursarbeit die Zeugnisnote beeinflusst trifft die Schulleitung. Die anderen zwei Drittel setzen sich aus allen anderen Leistungen, mündlicher, schriftlicher oder praktischer Art, zusammen.
Die Kurshalbjahre 12/I sowie 12/II sind verkürzt. Leistungsnachweise (Notendurchschnitt zu 2/3, Kursarbeiten zu 1/3) werden wie gewöhnlich praktiziert.
Es werden fünf Abiturprüfungen abgelegt, von denen drei schriftlich und zwei mündlich erfolgen.
Die schriftlichen Prüfungen werden in den Kernfächern beziehungsweise den Fächern mit erhöhtem Anforderungsniveau abgelegt, die beiden mündlichen Abiturprüfungen können in Fächern mit grundlegendem oder erhöhtem Anforderungsniveau abgelegt werden.
Weiterhin gilt für die Wahl der Prüfungsfächer, dass insgesamt alle drei Aufgabenfelder (Naturwissenschaften, Gesellschaftswissenschaften, Sprachen) abgedeckt sein und zwei von drei Fächern aus den Bereichen Mathematik, Deutsch und Fremdsprachen unter den Prüfungsfächern sein müssen.
Das Seminfarfach muss mit mindestens einem Notenpunkt abgeschlossen werden, um für die Abiturprüfungen zugelassen werden. Schüler können nach der Mitteilung ihrer Benotung entscheiden, ob das Seminarfach als fünfte Abiturnote gewertet wird oder sie als fünfte Komponente eine weitere mündliche Prüfung in einem Fach ihrer Wahl absolvieren, welches noch nicht in den anderen 4 Prüfungen geprüft wird.
Sport kann kein Prüfungsfach sein.
In den schriftlichen Prüfungsfächern sind zusätzlich mündliche Prüfungen möglich, wenn der Schüler das eigene Ergebnis freiwillig verbessern will, um sich um einen Notenpunkt zu verbessern, oder verpflichtend, wenn das Ergebnis aus dem Vorabitur (letzte Kursarbeit in der 12/I) von dem der eigentlichen Abiturprüfung um 6 Punkte abweicht. Die Gewichtung der zusätzlichen mündlichen Prüfung ist allerdings nur halb so hoch wie die schriftliche.

### Gesamtqualifikation
Die Gesamtqualifikation besteht aus den jeweiligen Noten im Bereich der Halbjahresergebnisse und im Prüfungsbereich, mit jeweils eigenen Mindestanforderungen, die nicht blockübergreifend ausgeglichen werden können.
Im Halbjahresbereich müssen 40 Halbjahresergebnisse, davon 20 Halbjahresergebnisse in Fächern mit grundlegendem Anforderungsniveau eingebracht werden, d. h. die Noten von in der Regel 4 Fächern mit grundlegendem Anforderungsniveau können gestrichen werden. Alle 20 Halbjahresleistungen mit erhöhtem Anforderungsniveau müssen eingebracht werden. Mindestens 32 aller eingebrachten Halbjahresergebnisse müssen über 5 Punkten liegen. Es darf kein Fach mit 0 Punkten eingebracht werden. Die Prüfungsfächer müssen voll eingebracht werden, es sei denn ein mündliches Prüfungsfach wird durch die Seminarfachleistung ersetzt. Die Mindestqualifikation im Halbjahresbereich beträgt in der Summe 200 Punkte und es sind höchstens 600 Punkte möglich. Ein Fach darf in den vier Halbjahren höchstens zweimal gestrichen werden. Das Fach Sport muss in den zwei Halbjahren der zwölften Klasse mindestens einmal eingebracht werden.
Wer freiwillig ein zwölftes Fach belegt, kann dieses nach Abschluss der Klasse 12/II durch ein nicht belegungspflichtiges Fach ersetzen. Es unterliegt dann den genannten Bedingungen. Das ersetzte Fach wird in keinem Halbjahr eingebracht.
Belegungspflichtig sind die Kernfächer Mathematik und Deutsch und je ein weiteres Fach der drei Aufgabenfelder mit erhöhtem Anforderungsniveau. Des Weiteren sind Sport, eine weitere Fremdsprache, ein Fach aus dem mathematisch-naturwissenschaftlich-technischen Aufgabenfeld, Kunsterziehung oder Musik und Religionslehre oder Ethik zu belegen.
Im „Prüfungsbereich“ werden die Ergebnisse der 5 Prüfungsfächer jeweils vervierfacht und addiert. Die Mindestqualifikation beträgt hier 100 Punkte. Maximal sind 300 Punkte möglich. Das Seminarfach kann eine mündliche Abiturprüfung ersetzen. Es wird ebenfalls vierfach gewertet.
Insgesamt müssen demzufolge mindestens 300 von 900 Punkten erreicht werden.

### Durchschnittsnote
Zur Berechnung der Durchschnittsnote werden die erreichten Punkte aus dem Halbjahresbereich und dem Prüfungsbereich zusammengezählt und entsprechend der Tabelle übersetzt.
Die Abiturdurchschnittsnote ergibt sich durch die Punktzahl der Gesamtqualifikation:
| Punkte  | Note | Punkte  | Note | Punkte  | Note | Punkte | Note |
| ------- | ---- | ------- | ---- | ------- | ---- | ------ | ---- |
| 900–823 | 1,0  | 660–643 | 2,0  | 480–463 | 3,0  | 300    | 4,0  |
| 822–805 | 1,1  | 642–625 | 2,1  | 462–445 | 3,1  |        |      |
| 804–787 | 1,2  | 624–607 | 2,2  | 444–427 | 3,2  |        |      |
| 786–769 | 1,3  | 606–589 | 2,3  | 426–409 | 3,3  |        |      |
| 768–751 | 1,4  | 588–571 | 2,4  | 408–391 | 3,4  |        |      |
| 750–733 | 1,5  | 570–553 | 2,5  | 390–373 | 3,5  |        |      |
| 732–715 | 1,6  | 552–535 | 2,6  | 372–355 | 3,6  |        |      |
| 714–697 | 1,7  | 534–517 | 2,7  | 354–337 | 3,7  |        |      |
| 696–679 | 1,8  | 516–499 | 2,8  | 336–319 | 3,8  |        |      |
| 678–661 | 1,9  | 498–481 | 2,9  | 318–301 | 3,9  |        |      |

Sie lässt sich mithilfe folgender Funktion berechnen:
{\displaystyle {\text{Abiturnote(Gesamtpunkte)}}={\frac {1003-{\text{Gesamtpunkte}}}{180}}}

## Berufliches Gymnasium
Am beruflichen Gymnasium in Thüringen werden andere Fächer als am normalen Gymnasium unterrichtet. Die Aufgabenfelder werden wie folgt zugeordnet:
| Aufgabenfeld                          | Unterrichtsfächer |
| ------------------------------------- | --- |
| Gesellschaftswissenschaftlich         | Wirtschaftsgeografie, Volkswirtschaftslehre, Wirtschaft, spezielle Betriebswirtschaftslehre, Sozialwissenschaft, Recht |
| Math.-naturwissenschaftlich-technisch | Datenverarbeitung, Technik, angewandte Technik, angewandte Naturwissenschaft, Gesundheit, Gestaltung                   |

Außerdem besteht der Weg zum Abitur hier aus 13 statt 12 Jahren. Die Einführungsphase beginnt in der Klassenstufe 11 bereits im Kurssystem mit Punkten. Die Qualifikationsphase ist somit Stufe 12 und 13. Die Prüfungen finden nach Ende des Kurshalbjahres 13/II statt. Die Struktur am beruflichen Gymnasium ist ansonsten fast gleich der des Gymnasiums.
Als erstes Leistungsfach kann neben Deutsch und Mathematik auch eine Pflichtfremdsprache oder Naturwissenschaft gewählt werden. Das zweite Leistungsfach ist entweder Wirtschaft, Gesundheit, Gestaltung oder Technik. Die Wahl des zweiten Leistungsfachs findet hier beim Eintritt in die Klasse 12 statt.
Das erste Leistungsfach wird am Ende der 11. Klasse gewählt.
Es werden neun Grundfächer gewählt. Die Möglichkeit eines weiteren freiwilligen Faches fällt somit weg.

## Ehemaliges Kurssystem (bis 2010)
Zum Ende der Einführungsphase legte jeder Schüler verbindlich seine Leistungs- und Grundfächer für die zweijährige Qualifikationsphase fest. Neben den Grund- und Leistungsfächern führte der Schüler das Seminarfach aus der Einführungsphase in der Qualifikationsphase verpflichtend weiter.
Leistungsfächer waren gerichtet auf eine systematische Auseinandersetzung mit wesentlichen, die Komplexität und den Aspektreichtum des Faches verdeutlichenden Inhalten, Theorien und Modellen, eine vertiefende Beherrschung der fachlichen Arbeitsmittel und Methoden, ihre selbstständige Anwendung, Übertragung und theoretische Widerspiegelung sowie eine reflektierte Standortbestimmung des Faches im Rahmen einer breit angelegten Allgemeinbildung und im fachübergreifenden Zusammenhang.
Der Schüler wählte zwei Leistungsfächer (je 6 Stunden pro Woche), welche gleichzeitig erstes und zweites schriftliches Prüfungsfach waren. Die erreichten Punkte gingen doppelt in die Abiturwertung ein. Zur Wahl für das erste Leistungsfach standen Deutsch und Mathematik. Als zweites Leistungsfach konnte man eine Fremdsprache (die schon vorher begonnen wurde), eine Gesellschaftswissenschaft oder eine Naturwissenschaft wählen. Auf den Spezialgymnasien für Sport oder Musik in Thüringen, war als zweites Leistungsfach auch Sport oder Musik möglich.
Grundfächer sollten in grundlegende Sachverhalte, Problemkomplexe und Strukturen eines Faches einführen, wesentliche Arbeitsmethoden des Faches vermitteln, bewusst und erfahrbar machen sowie Zusammenhänge im Fach und über dessen Grenzen hinaus in exemplarischer Form erkennbar werden lassen.
Der Schüler wählte 8 Grundfächer (je 2–4 Stunden pro Woche). Ein Fach konnte nicht gleichzeitig Leistungsfach und Grundfach sein. Folgende Fächer mussten sich in der Wahl an Fächern wiederfinden, waren also nicht abwählbar: Deutsch, Mathematik, Geschichte, eine fortgeführte Fremdsprache, eine weitere Gesellschaftswissenschaft, eine weitere Naturwissenschaft, Kunsterziehung oder Musik, Religionslehre oder Ethik, sowie Sport. Somit war die Wahl der Grundfächer eingeschränkt, wodurch aber ein breiteres Wissensspektrum an die Schüler vermittelt werden konnte. Es bestand weiterhin die Möglichkeit ein neuntes Grundfach freiwillig zu belegen. Bei einer langzeitlichen Sportbefreiung musste ein Ersatzfach gewählt werden. Der Sportunterricht erfolgte in Nachmittagskursen. Der Schüler wählte für jedes Halbjahr (also 11/I, 11/II, 12/I und 12/II) einen Sportkurs (z. B. Fußball, Leichtathletik, Basketball, Schwimmen) in dem dann nur die jeweilige Sportart absolviert wurde. Es durfte jedoch nur zweimal der gleiche Sportkurs belegt werden und es musste mindestens einmal ein Sportkurs aus einer Einzel- sowie einer Teamsportart absolviert werden. Das Unterrichtsfach Sport musste nicht in das Abitur eingebracht werden, erreichte der Schüler jedoch hier nur 0 Punkte, so erfolgte keine Zulassung zum Abitur.
Dieses Kurssystem der gymnasialen Oberstufe wurde zum Schuljahr 2010/2011 abgeschafft und durch das in Unterricht und Prüfung in der Gymnasialen Oberstufe aufgeführte System ersetzt.